# Decapterus macarellus
Decapterus macarellus · Comète maquereau, Bancloche
Espèce
Statut de conservation UICN

 LC  : Préoccupation mineure
Decapterus macarellus, communément nommé Comète maquereau ou Bancloche, est une espèce de poissons marins de la famille des Carangidae.
La Comète maquereau a une distribution dite circumtropicale. On la trouve entre 0 et 400 m de profondeur, généralement entre 40 et 300 m.
Sa taille maximale est de 46 cm mais sa taille commune est de l'ordre de 30 cm. Son régime alimentaire est constitué de zooplancton.
C'est un poisson grégaire qui forme des bancs importants.